# Soiuz 3
Soiuz 3 ("Unió 3", rus: Союз 3) va ser un vol espacial tripulat del programa espacial soviètic llançat el 26 d'octubre de 1968. En quatre dies consecutius, el comandant Gueorgui Beregovoi va pilotar la nau espacial Soiuz 7K-OK i va realitzar vuitanta-una òrbites a la Terra.

## Tripulació
| Posició   | Cosmonauta                             | Cosmonauta                             |
| --------- | -------------------------------------- | -------------------------------------- |
| Comandant | Gueorgui Beregovoi Primer vol espacial | Gueorgui Beregovoi Primer vol espacial |

### Tripulació de reserva
| Posició   | Cosmonauta       | Cosmonauta       |
| --------- | ---------------- | ---------------- |
| Comandant | Vladímir Xatàlov | Vladímir Xatàlov |

## Paràmetres de la missió
- Massa: 6575 kg
- Perigeu: 183 km
- Apogeu: 205 km
- Inclinació: 51,7°
- Període: 88,3 minuts